# 舊總督山頂別墅守衛室

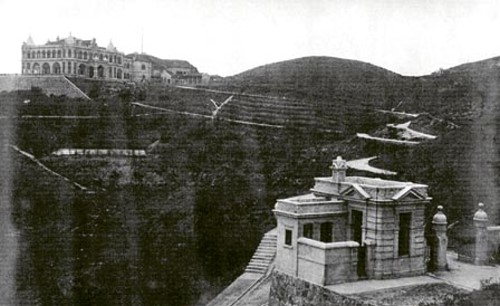
昔日的總督山頂別墅及其守衛室

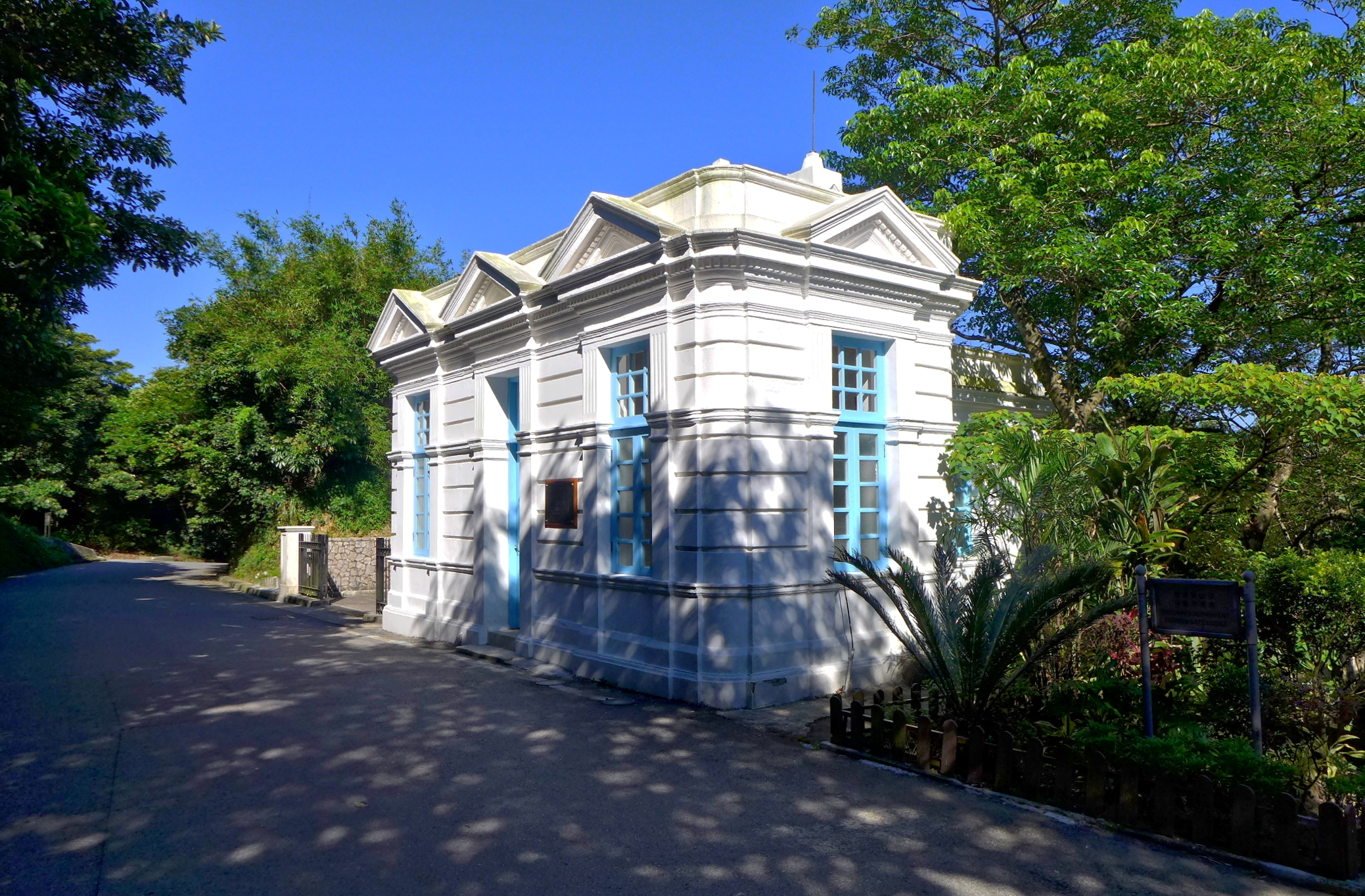
別墅守衛室是一間面積少於500方呎的小屋

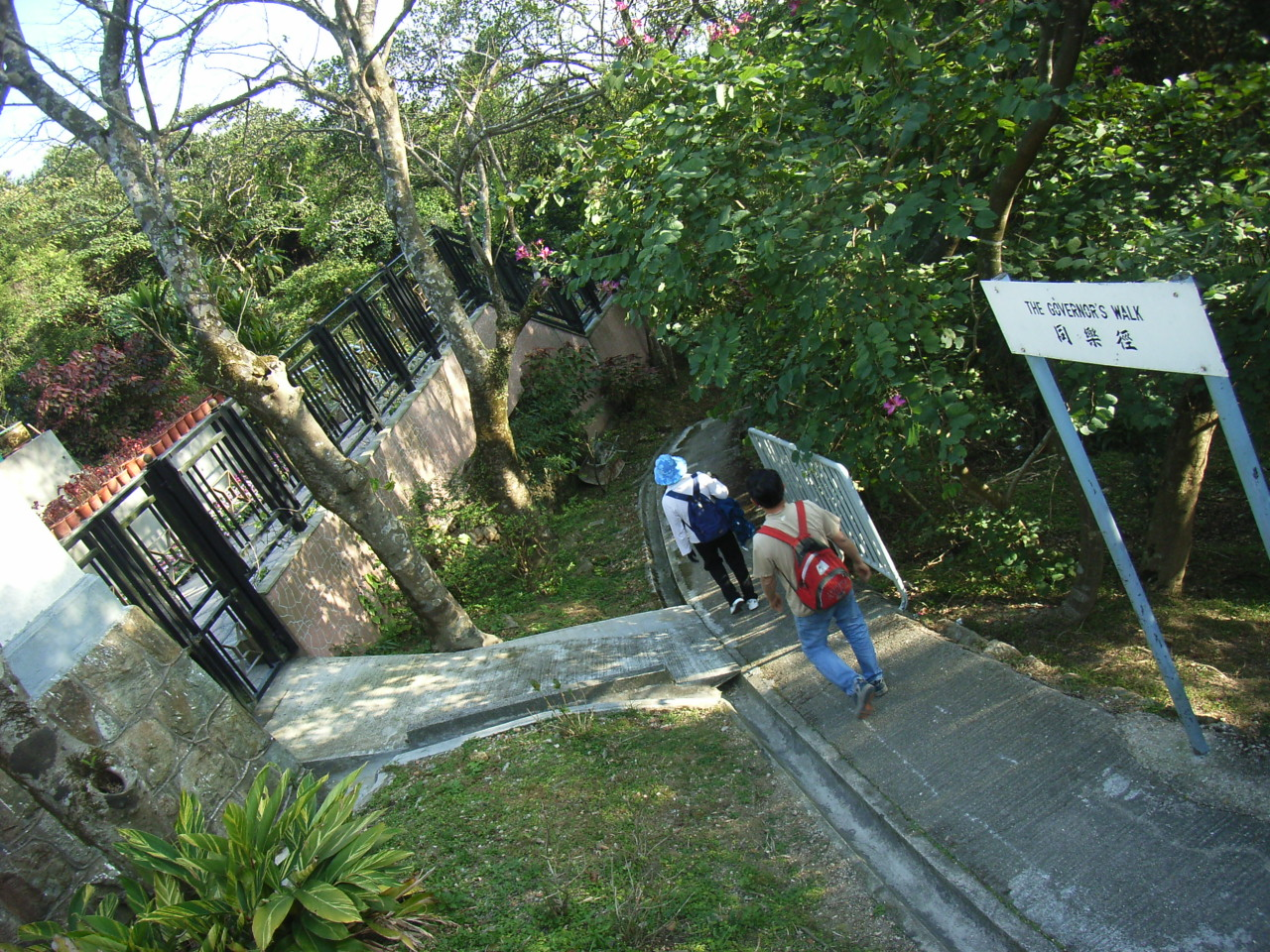
別墅守衛室之後園放有山頂公園的樹苗存貨 (2006年)

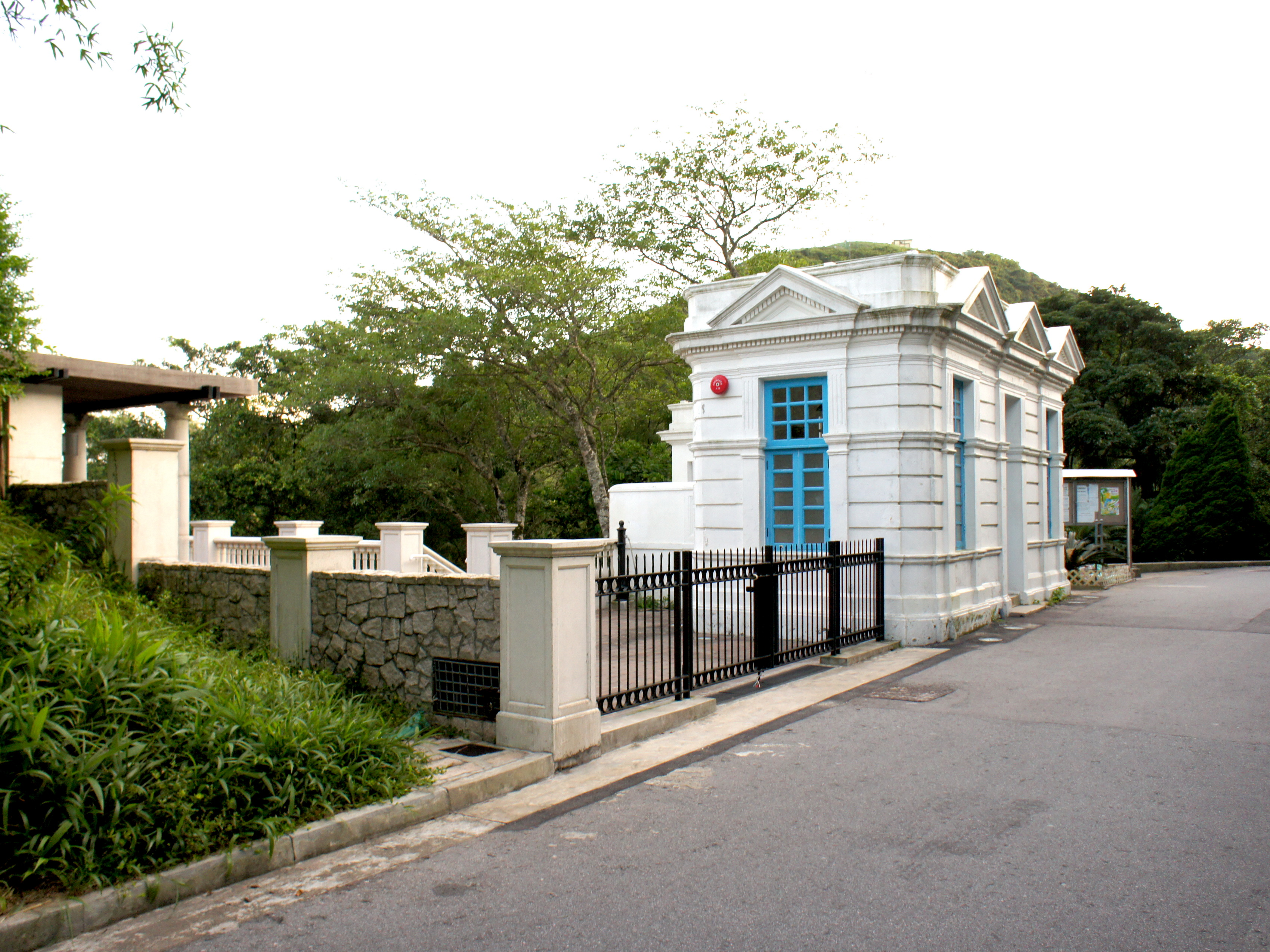
別墅守衛室的東面，前方道路為柯士甸山道

舊總督山頂別墅守衛室（英語：The Mountain Lodge Guard House）是香港法定古跡之一，是舊總督山頂別墅（英語：The Mountain Lodge）的遺址，與旁邊的山頂公園園內的石牆地基及同樂徑旁仍然有的小石碑均刻有英文港督官邸（Governor's Residence），見證著香港20世紀初的歷史變遷。

## 位置
舊總督山頂別墅守衛室是在香港島太平山扯旗山，柯士甸山道海拔500米之分界路段。

## 建築
於1902年落成的別墅仿照蘇格蘭式大宅的維多利亞式建築風格興建，以花崗石（即麻石）作為建築材料。別墅佔地約1,000平方米，樓高兩層。而守衛室則屬於文藝復興式建築設計，佔地約100平方呎，為一座單層建築。

## 歷史
舊總督山頂別墅前身是1862年設立的英軍療養院，於1867年由香港總督麥當奴向英國軍隊購買，興建成為木造的避暑小屋。於1874年，被颱風吹塌。雖然當時再度重建，然而於次年被白蟻侵蝕，避暑小屋遂荒廢。
至1892年，香港總督羅便臣委任工務局主管谷柏在該址設計新別墅。然而於1894年，鼠疫爆發，使到計劃一度暫停。1900年，香港總督卜力重新提出計劃，由於他不喜歡工務局的設計方案，遂委托建築商公和洋行重新設計新別墅，由生利建築建造，費用高達97,000港元，於1902年建成。此棟別墅當時被形容為「山頂最宏偉最美觀的建築物」。
雖然其時舊山頂道及山頂纜車已經開通，但是交通仍然不方便，因此歷任香港總督入住率不高。自1930年貝璐上任開始，再未有香港總督入住。於第二次世界大戰期間，舊總督山頂別墅飽受破壞。由於別墅修葺費高昂，加上貝璐於粉嶺落實興建有另外一座港督別墅，山頂別墅於1946年被拆卸，餘下守衛室。別墅原址於1950年代規劃成為山頂公園，於1970年代加設涼亭。至今，守衛室未有開放；此前，守衛室為山頂公園職員貯物室，鄰近放有農藝小樹苗。
1977年10月，古物古蹟辦事處先後在柯士甸山道及夏力道發現刻有「Governor's Residence」（总督官邸）的方形石頭，為前港督別墅界石。1978年6月23日，兩塊界石分別被遷移到山頂公園近同樂徑的草坪和總督府門外的路邊花槽展示。
2007年1月10日，建築署公佈旅遊事務署於2006年12月在山頂公園進行改善工程時，發掘出前總督山頂別墅的部分遺跡，並且交由古物古蹟辦事處考古發掘。結果顯示，山頂別墅部分地基於1968至1970年興建涼亭時遭受嚴重破壞，但是保存情況基本良好。最重要的發現是門廊上一幅約1米乘3.5米的圖案地磚和大量由明顿·霍林斯公司生產的地磚。地面勘查時亦發現8塊於1910年豎立的界石、兩塊軍部的界石、一處曾經用作水務工程平房的頹垣及4個建築構件的棄置點。
經過多年研究，有關部門於2013年落實以玻璃展覽箱形式展示地基遺迹，以木板地台和鋪磚物料重現別墅當年的布局，包括房間和間隔牆，復修工程預計於2014年展開。不過到2016年7月，仍未有工程進行。

## 外部連結
- 舊總督山頂別墅守衛室資料 （页面存档备份，存于）

22°16′28″N 114°08′45″E / 22.27434°N 114.14572°E